# Chengguan (köping i Kina, Henan, lat 34,51, long 113,36)
Chengguan (kinesiska: 城关, 城关镇) är en köping i Kina. Den ligger i provinsen Henan, i den centrala delen av landet, omkring 39 kilometer sydväst om provinshuvudstaden Zhengzhou.
Genomsnittlig årsnederbörd är 665 millimeter. Den regnigaste månaden är september, med i genomsnitt 131 mm nederbörd, och den torraste är december, med 4 mm nederbörd.